# Billy Forbes
Billy Forbes (Providenciales, Islas Turcas y Caicos, 13 de diciembre de 1990) es un futbolista turcocaiqueño que juega en la posición de centrocampista o delantero, y que actualmente milita en el SWA Sharks de la WIV Liga Premier.

## Selección nacional
Debutó con Islas Turcas y Caicos en febrero de 2008 ante Santa Lucía por la clasificación para la Copa Mundial de Fútbol de 2010 y actualmente es el goleador histórico de la selección nacional.

## Clubes
| Club                    | País                  | Año           |
| ----------------------- | --------------------- | ------------- |
| Provopool Celtic        | Islas Turcas y Caicos | 2006-2008     |
| AFC Academy             | Islas Turcas y Caicos | 2008-2009     |
| Mississippi Brilla      | Estados Unidos        | 2012          |
| WV King's Warriors      | Estados Unidos        | 2013          |
| San Antonio Scorpions   | Estados Unidos        | 2014-2015     |
| Rayo OKC                | Estados Unidos        | 2016          |
| San Antonio FC          | Estados Unidos        | 2017          |
| Phoenix Rising          | Estados Unidos        | 2018          |
| San Antonio FC          | Estados Unidos        | 2019          |
| Austin Bold FC          | Estados Unidos        | 2020          |
| Miami FC                | Estados Unidos        | 2021          |
| Detroit City FC         | Estados Unidos        | 2022          |
| Valour FC (cedido)      | Canadá                | 2022          |
| Central Valley Fuego FC | Estados Unidos        | 2023          |
| SWA Sharks              | Islas Turcas y Caicos | 2023-presente |